# Вольф-Вернер Вільцер
Вольф-Вернер Вільцер (Wolf-Werner Wilzer; 23 вересня 1916, Шанхай, Республіка Китай — 19 липня 1990) — німецький офіцер-підводник, капітан-лейтенант крігсмаріне.

## Біографія
3 квітня 1937 року вступив на флот. З 5 червня 1941 року — 1-й вахтовий офіцер на підводному човні U-573, з 10 вересня по 17 грудня 1941 року — на U-37, з 28 січня 1942 року — на U-91. 7-18 січня 1943 року пройшов курс керманича, з 19 січня по 22 лютого — курс командира човна. З 18 березня по 31 серпня 1943 року — командир U-363, після чого був переданий в розпорядження 8-ї флотилії. З 27 грудня 1943 року — інструктор торпедного училища в Фленсбурзі-Мюрвіку. 8 травня 1945 року взятий в полон британськими військами. 28 серпня 1945 року звільнений.

## Звання
- Кандидат в офіцери (3 квітня 1937)
- Морський кадет (21 вересня 1937)
- Фенріх-цур-зее (1 травня 1938)
- Оберфенріх-цур-зее (1 липня 1939)
- Лейтенант-цур-зее (1 серпня 1939)
- Оберлейтенант-цур-зее (1 вересня 1941)
- Капітан-лейтенант (1 червня 1944)

## Нагороди
- Залізний хрест 2-го класу (8 січня 1940)
- Нагрудний знак есмінця (12 жовтня 1940)
- Нагрудний знак підводника (28 грудня 1942)